# Equipe Phoenix

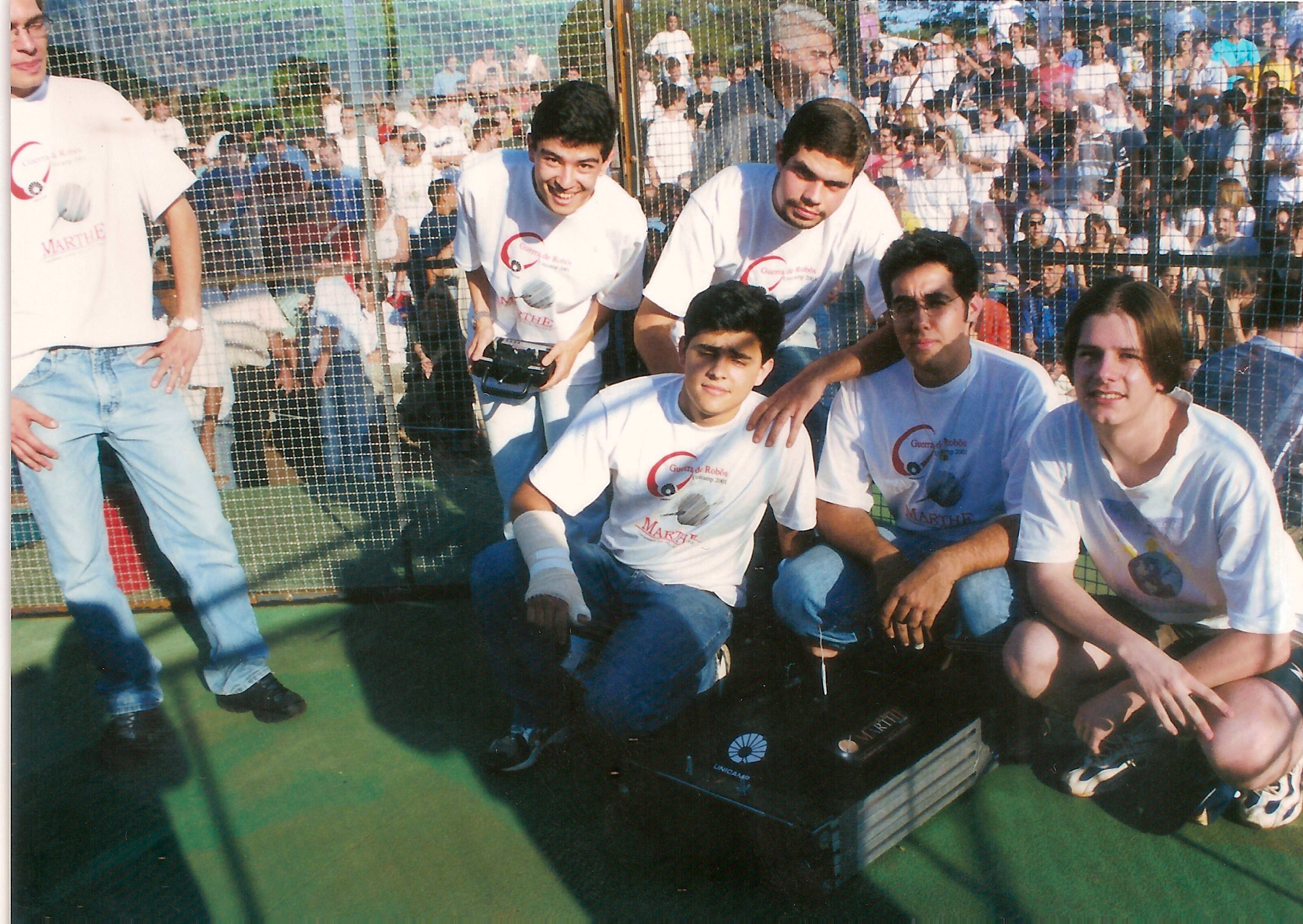
Equipe Marthe na primeira competição do "Desafio (Guerra) de Robôs" em 2001 no teatro de arena da UNICAMP

A Equipe Phoenix, nascida Equipe Marthe, é a equipe de robótica mais antiga da América Latina tendo liderado e organizado, junto com outras equipes do Brasil, a primeira competição de robótica da América Latina, chamada Guerra de Robôs, que ocorreu na Unicamp em 2001.

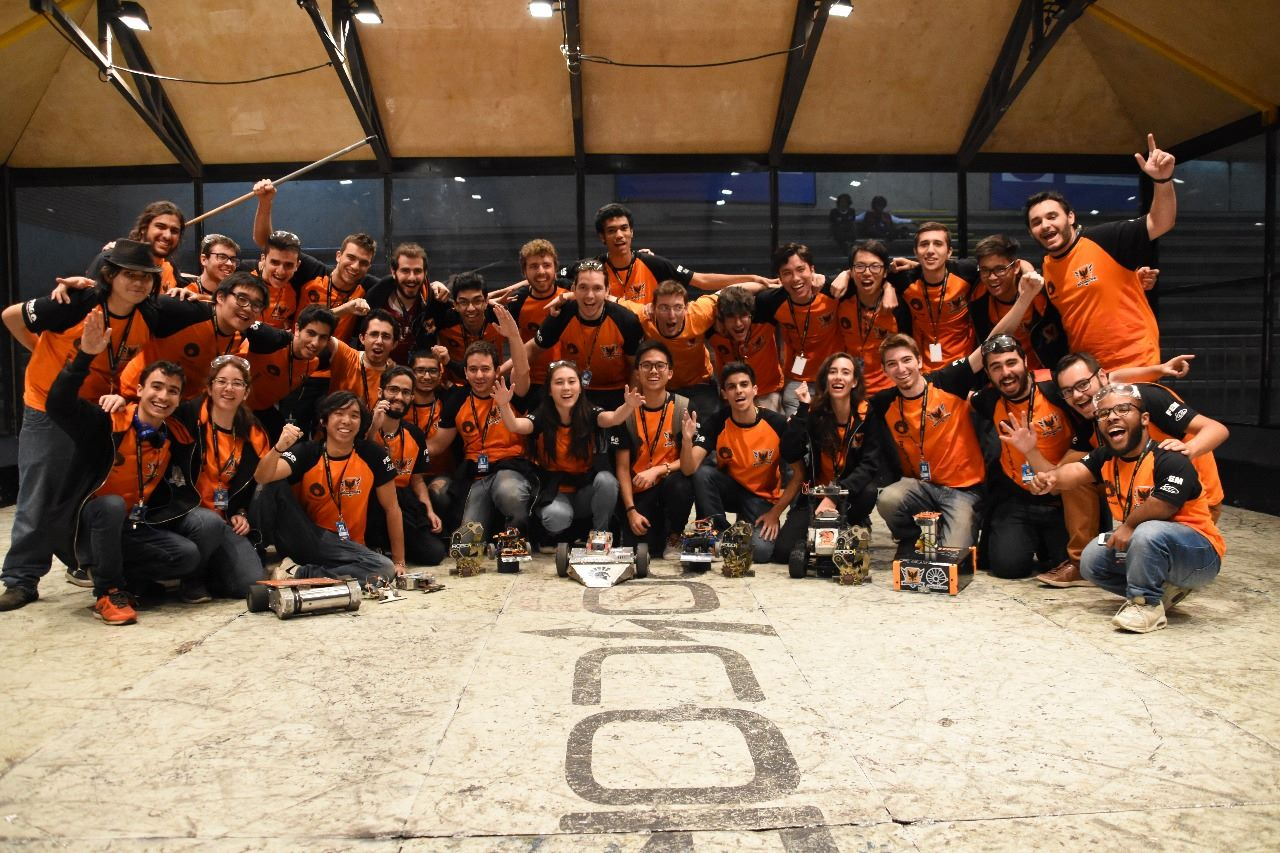
Foto dos membros da Equipe Phoenix de Robótica que foram para o Winter Challenge 14 em 2018

A Equipe Phoenix atualmente é formada por 39 membros ativos de vários cursos como Engenharia de Controle e Automação, Engenharia Elétrica, Engenharia de Computação, Engenharia Mecânica e Física.

## Destaques
Em julho de 2013 a Equipe Phoenix ganhou o 9° Winter Challenge, competição de âmbito internacional, que ocorreu no Instituto Mauá de Tecnologia, em São Caetano do Sul. O robô Spartacus, da Equipe Phoenix, eliminou todos os competidores, se fazendo campeão na categoria de combate Featherweight
Em julho de 2016 a equipe ganhou o 12° Winter Challenge no Instituto Mauá de Tecnologia, em São Caetano do Sul, conquistando a vitória com o robô Piranha na categoria Trekking. O feito foi considerado uma proeza dentre os juízes dado que a Piranha conseguiu Ouro em sua estreia em um desafio com uma complexidade computacional densa.
No ano seguinte, em 2017, no 13° Winter Challenge, a Equipe Phoenix voltou a ganhar na categoria Trekking, também com a Piranha.
"Das conquistas mais recentes, em 2013 a equipe alcançou o primeiro lugar da categoria de combate fatherweigth, com o robô Spartacus; em 2014, na categoria autônoma Sumô Lego, com o robô Zeferina estreando na competição, conquistou também o primeiro lugar. No ano de 2015, na competição Winter Challenge, também na categoria Sumô Lego, o robô Zeferino conquistou o terceiro lugar; na competição Summer Challenge no mesmo ano, Zeferina conquistou o segundo lugar e o Robô Baleia conquistou o terceiro lugar da categoria trekking. Foi o primeiro ano da equipe nessa categoria, que exige um conhecimento computacional bastante denso."«Informativo» (PDF). Informativo Associação de Engenheiros, Arquitetos e Agrônomos de Valinhos. 1 de maio de 2016

## História
A atual Equipe Phoenix nasceu no ano de 2000 na Unicamp, formada por 9 alunos da Engenharia de Controle e Automação. No entanto, quando foi criada, ela nasceu como Equipe Marthe da Unicamp. Logo no ano seguinte, a equipe organizou uma competição de robótica em sua própria universidade. Batizada de Guerra de Robôs foi organizada pela Equipe Phoenix (na época Marthe), pela equipe da USP, do ITA e da EFEI. Devido a proeminência da Unicamp na cenário da América Latina e liderança da Marthe, a competição tomou lugar na Unicamp, mais especificamente no teatro de arena no parque central da Unicamp, próximo ao prédio do Ciclo Básico II, também chamado de PB - Prédio Básico (vide Ciclo básico).
Nos anos seguintes devido a reformulações na estrutura da equipe, tendo "renascido das cinzas" a instituição foi renomeada para Equipe Phoenix de Desafio de Robôs em 2005.
Em 2013, a equipe foi renomeada para contemplar o a abrangência das atividades da equipe, assim, foi chamada de Equipe Phoenix de Robótica da Unicamp.
Hoje a Equipe Phoenix mantém o mesmo nome e de fato participa de vários exerce várias atividades além da participação competições, incluindo mas não limitada a: exposições voltadas para educação, feiras de tecnologia e até mesmo oferece aulas de robótica.